# Malacord
Malacord est un hameau de la commune belge de Ferrières en province de Liège. 
Avant la fusion des communes, le hameau faisait déjà partie de la commune de Ferrières.

## Situation
Traversé par la route nationale 66 Huy-Stavelot, ce hameau se trouve à quelques hectomètres au nord du centre de Ferrières que l'on peut rejoindre par la rue de Chablis. Malacord est implanté sur le versant nord du ruisseau de la Logne, affluent de la Lembrée dès la sortie du hameau.
Les lieux-dits Au Nokar et Le Herlot ainsi que la rue Marcel Launay et le chemin des Vœux font partie du hameau. 

## Patrimoine
Au no 5 de la rue de Malacord, au carrefour avec la rue Marcel Launay, se trouve une ferme en pierre calcaire de base rectangulaire datée de 1856 par ancres au-dessus de la porte charretière avec arc en anse de panier en brique.
La ferme sise Le Herlot, no 1 a été bâtie en long essentiellement au cours du XVIIIe siècle et XIXe siècle et possède une porte charretière datée de 1857. 

## Grotte du Renard
Située sur la rive gauche de la Logne, le long d'un sentier partant de la rue de Chablis, la grotte du Renard appelée aussi Trou du Renard (en wallon : Li Trô R'nå) est une cavité souterraine comprenant deux entrées, la plus importante étant celle de gauche. Cette grotte fait partie de la région calcaire de la Calestienne.

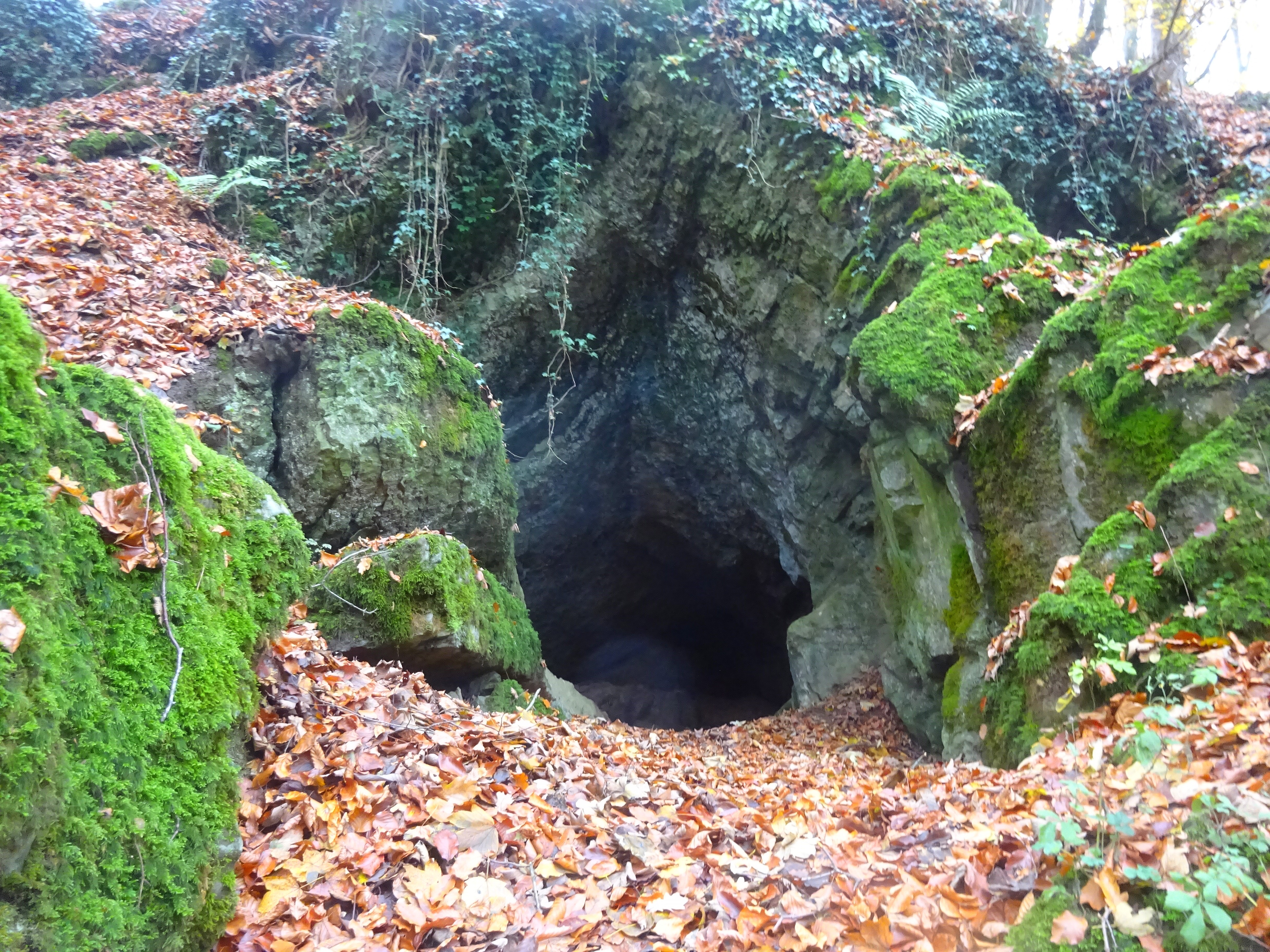
Grotte du Renard

## Activités
Le sentier de grande randonnée 576 traverse le hameau.